# Clematis paniculata
Clematis paniculata es una especie de liana de la familia de las ranunculáceas.

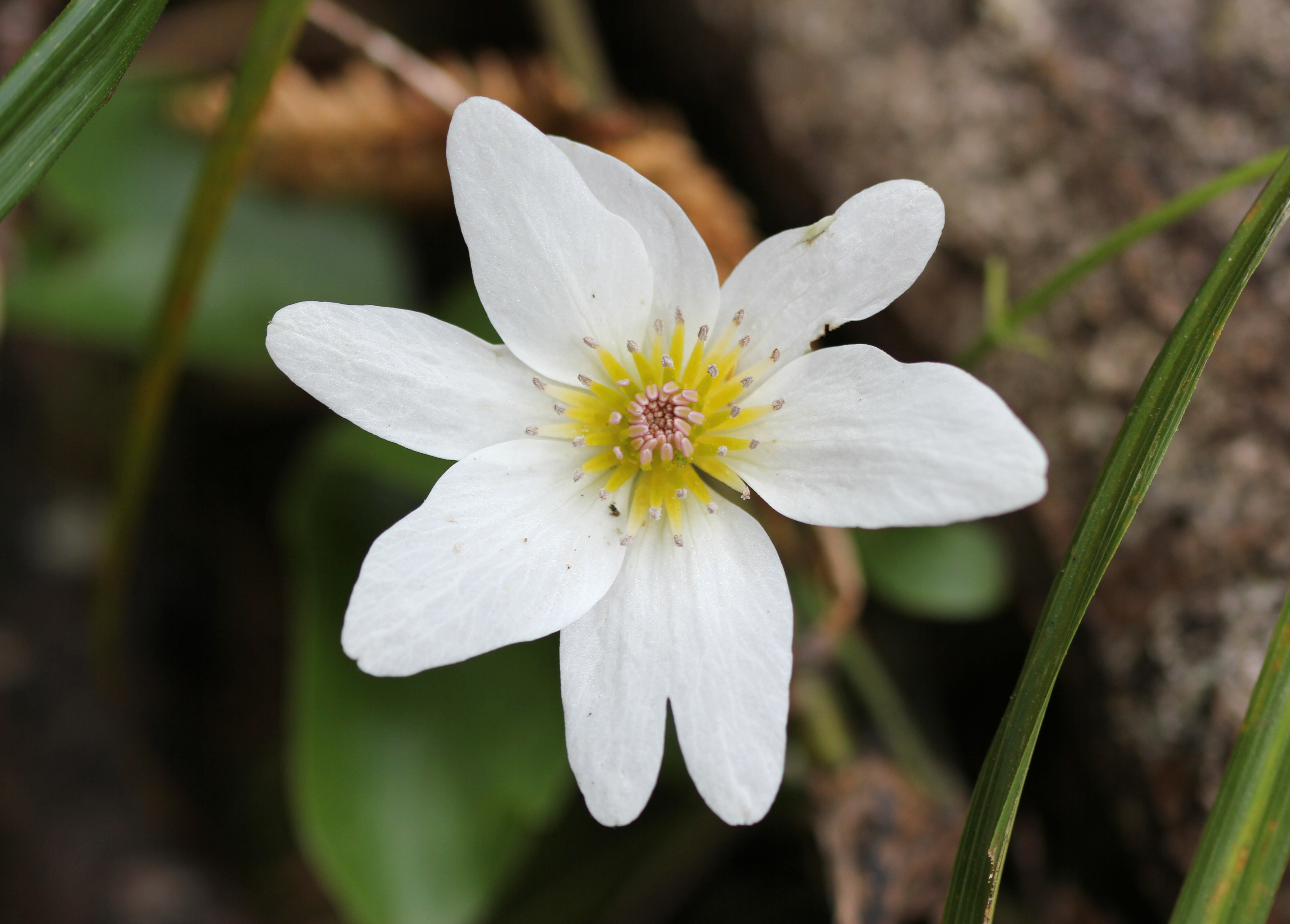
Detalle de la flor

## Descripción
Es una de las siete especies de clematis que es nativa de Nueva Zelanda. C. paniculata es la más común de ellas, y está muy extendida en los bosques en todo el país.
Clematis paniculata crece desde las tierras bajas hasta los bosques montanos bajos, y produce las flores entre agosto y noviembre. 

## Taxonomía
Clematis paniculata fue descrita por Johann Friedrich Gmelin y publicado en Syst. Nat. 873, en el año 1791
Etimología
Clematis: nombre genérico que proviene del griego klɛmətis. (klématis) "planta que trepa".
paniculata: epíteto latino que significa "can panícula".
Sinonimia
- Clematis indivisa Willd.[4]